# Maxerreque

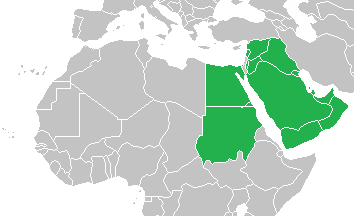
O Maxerreque, a parte oriental do mundo árabe.

O Maxerreque (المشرق Al-Mašriq em árabe, Mashriq em inglês, Machrek em francês) é um termo árabe que significa "levante" e designa a parte oriental do Mundo Árabe, complementar a Magrebe ou "poente". É um conceito geográfico e cultural.
Fazem parte do Maxerreque todos os países árabes situados a leste da Líbia, tradicionalmente considerada como território de transição, embora modernamente se inclua dentro do Magrebe e seja membro da União do Magrebe Árabe.